# Bass Drum of Death (album)
Bass Drum of Death es el segundo álbum de estudio homónimo de Bass Drum of Death . Fue lanzado en junio de 2013 bajo Innovative Leisure.
El primer sencillo del álbum es "Shattered Me” fue lanzado el 16 de abril de 2013. 

## Lista de pistas
| N.º | Título                       | Duración |  |
| 1.  | «I Wanna Be Forgotten»       | 2:21     |  |
| 2.  | «Fine Lies»                  | 3:14     |  |
| 3.  | «Shattered Me»               | 2:15     |  |
| 4.  | «Such a Bore»                | 4:24     |  |
| 5.  | «No Demons»                  | 2:36     |  |
| 6.  | «Bad Reputation»             | 3:48     |  |
| 7.  | «Faces of the Wind»          | 2:02     |  |
| 8.  | «Crawling After You»         | 3:49     |  |
| 9.  | «White Fright»               | 2:40     |  |
| 10. | «Way Out»                    | 3:22     |  |
| 11. | «(You'll Never Be) So Wrong» | 4:05     |  |